# Katarzyna Ostrogska
Pour les articles homonymes, voir Ostrogska.
La princesse Katarzyna Ostrogska (1602-1642) était une noble polonaise.

## Mariage et descendance
En 1620, elle épousa Tomasz Zamoyski qui lui donne trois enfants :
- Gryzelda Konstancja Zamoyska (en) (1623-1672)
- Joanna Barbara Zamoyska (1626-1665)
- Jan Sobiepan Zamoyski (1627-1665).